# Pandanus gossweileri
Pandanus gossweileri är en enhjärtbladig växtart som beskrevs av Harold St.John och Huynh. Pandanus gossweileri ingår i släktet Pandanus och familjen Pandanaceae.
Artens utbredningsområde är Cabinda. Inga underarter finns listade.